# حسن‌آباد (جلگه چاه هاشم، یک)
حسن‌آباد روستایی در دهستان جلگه چاه هاشم بخش جلگه چاه هاشم شهرستان دلگان استان سیستان و بلوچستان ایران است.

## جمعیت
بر پایه سرشماری عمومی نفوس و مسکن در سال ۱۳۹۵ جمعیت این روستا ۵۱۲ نفر (۱۱۸خانوار) بوده‌است.